# Zoë Keating
Zoë Keating (née en 1972) est une violoncelliste d'origine canadienne basée à San Francisco, en Californie.

## Biographie
Zoë Keating est née le 2 février 1972 à Guelph, en Ontario, d'une mère anglaise et d'un père américain. Elle commença à jouer du violoncelle à l'âge de huit ans et a participé[pas clair] au Sarah Lawrence College à New York.
Elle est aussi diplômée en architecture et a travaillé sur des projets pour la Research Libraries Group et la Database of Recorded American Music.
En mars 2010, Zoë Keating a annoncé via son site Internet qu'elle attendait son premier enfant avec son partenaire Jeff. Elle donna naissance à un fils, Alex, le 12 mai 2010.

## Performances musicales
Violoncelliste et compositrice, Zoé Keating utilise comme technique la superposition des sons de son violoncelle ajustées grâce à son ordinateur portable, créant ainsi des compositions à plusieurs niveaux qui explorent la frontière entre le familier et l'étrange, le laid et le beau, le noir et le transcendant[réf. nécessaire].

## Discographie

### Solo
- 2010 - Into the Trees
- 2005 - One Cello x 16: Natoma
- 2004 - One Cello x 16 (EP)

### Bandes Originales
- 2010 - Breaking Bad - Version instrumental de David Porter
- 2008 - Ghost Bird - Composition & violoncelle
- 2008 - Not Forgotten - Violoncelle
- 2008 - The Secret Life of Bees - Violoncelle
- 2007 - The Devil's Chair - Composition & violoncelle
- 2005 - Frozen Angels - Composition & violoncelle
- 2001 - I Am a Sex Addict - Composition et musiques additionnelles

### Avec Curt Smith
- 2010 - All Is Love

### AvecPomplamoose
- 2009 - Always in the Season

### Avec Halou
- 2008 - Halou

### AvecAmanda Palmer
- 2010 - Amanda Palmer Performs the Popular Hits of Radiohead on Her Magical Ukulele
- 2008 - Who Killed Amanda Palmer

### Avec Mar
- 2007 - The Sound

### AvecRasputina
- 2005 - A Radical Recital
- 2004 - Frustration Plantation

### Avec John Vanderslice
- 2002 - Life and Death of an American Fourtracker

### Avec Tarentel
- 2001 - The Order of Things

### Avec Dionysos
- 1999 - Haiku